# Silvia Ciornei
Silvia Ciornei (* 27. August 1970 in Ploiești, Rumänien) ist eine rumänische Politikerin und ehemaliges Mitglied des Europäischen Parlaments für die Partidul Conservator. Im Zuge der Aufnahme Rumäniens in die Europäische Union gehörte sie vom 1. Januar 2007 bis zum 9. Dezember desselben Jahres dem Europäischen Parlament an und war dort Mitglied in der Fraktion der Allianz der Liberalen und Demokraten für Europa.

## Posten als MdEP
- Stellvertretende Vorsitzende im Ausschuss für Industrie, Forschung und Energie
- Stellvertretende Vorsitzende der Delegation für die Beziehungen zu Indien
- Stellvertreterin im Ausschuss für regionale Entwicklung